# ISO 3166-2:CY
ISO 3166-2:CY è uno standard ISO che definisce i codici geografici di Cipro ed è un sottogruppo del codice ISO 3166-2.
Tali codici sono stati assegnati ai sei distretti del paese e sono formati dalla sigla CY-, seguita un codice alfanumerico a due cifre da 01 a 06.

## Codici
| Codice | Distretto |
| ------ | --------- |
| CY-01  | Kyrenia   |
| CY-02  | Nicosia   |
| CY-03  | Famagosta |
| CY-04  | Larnaca   |
| CY-05  | Limassol  |
| CY-06  | Pafo      |